# Medium (serial telewizyjny)
Medium – amerykański serial telewizyjny o kobiecie-medium, która współpracuje z prokuratorem okręgowym w Phoenix. Bohaterka nazywa się tak jak rzeczywiście działające medium Allison DuBois, jednak serial luźno wykorzystuje rzeczywiste doświadczenia tej kobiety. W głównej roli występuje Patricia Arquette, która za tę rolę otrzymała nagrodę Emmy.
Emisję serialu rozpoczęto w USA 3 stycznia 2005, a zakończono 21 stycznia 2011 po siedmiu sezonach i 130 odcinkach. Serial emitowano także w polskiej telewizji AXN, oraz w usłudze VOD w ramach kolekcji nSeriale na platformie cyfrowej n od listopada 2007 roku. Od września 2009 roku premierowe odcinki emituje również TV Puls.
Serial emitowany był do 5. sezonu w stacji NBC. Od września 2009 (sezon 6. i 7.) kontynuowała go amerykańska stacja CBS.

## Obsada
- W rolach głównych występują:
  - Patricia Arquette
  - Miguel Sandoval
  - Sofia Vassilieva
  - Jake Weber
  - Maria Lark
  - David Cubitt
  - Miranda Carabello
- W pozostałych rolach:
  - Tina DiJoseph
  - Holliston Coleman
  - Neve Campbell
  - Jason Priestley
  - Ryan Hurst
  - Thomas Jane